# Lauryschawa-Evangelistar

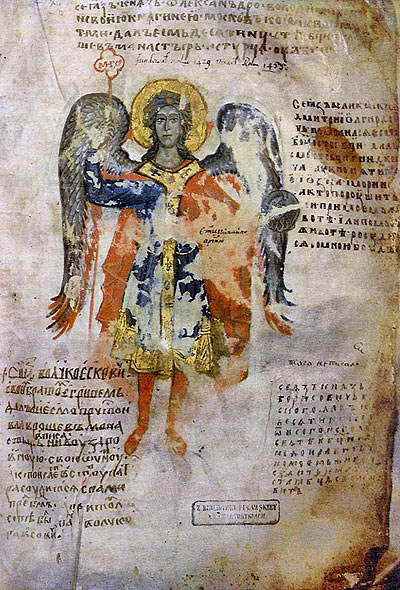
Erzengel Michael

Das Lauryschawa-Evangelistar ist eine illustrierte Handschrift aus dem frühen 14. Jahrhundert aus dem Lauryschawa-Kloster im heutigen Belarus.

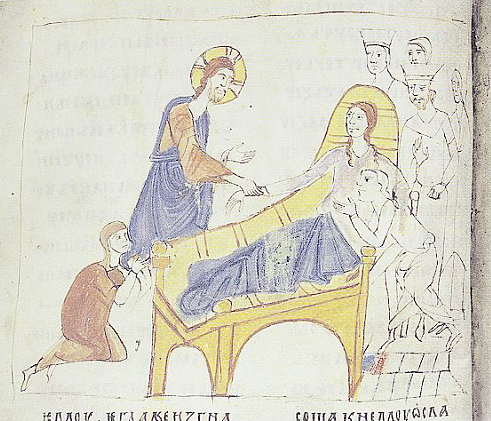
Auferweckung der Tochter des Jairus

Die älteste Datierung einer Urkunde in dem Text ist von 1329, wahrscheinlich entstand die Handschrift in dieser Zeit.
Sie enthält auf 336 Pergamentblättern die Texte aus den Evangelien (Perikopen) für die Liturgie jeden Tages des Kirchenjahres mit Ausnahme der Großen Fastenzeit vor Ostern, für die nur die Sams- und Sonntage berücksichtigt sind. Außerdem sind einige Urkunden, die das Kloster betrafen, eingetragen.
Es sind 18 farbige Miniaturen erhalten, vier von den Evangelisten, 12 aus den Inhalten der Evangelien sowie je eine des alttestamentlichen Hiob und des Erzengels Michael.
Die Handschrift befindet sich heute im Czartoryski-Museum in Kraków.